# Viciria miranda
Viciria miranda es una especie de araña saltarina del género Viciria, familia Salticidae. Fue descrita científicamente por G. W. Peckham & E. G. Peckham en 1907.
Habita en Borneo.